# Scooby-Doo, Where Are You!
Scooby-Doo, Where Are You! is een Amerikaanse animatieserie, en de eerste incarnatie van de Hanna-Barbera serie Scooby-Doo. De serie ging in première op 13 september 1969. De serie bestaat uit 25 afleveringen van telkens 30 minuten. In Nederland werd de serie door de VARA uitgezonden met Nederlandse ondertitels en door Cartoon Network met nasynchronisatie.

## Overzicht
Scooby-Doo, Where Are You! was het resultaat van plannen van CBS en Hanna-Barbera om een niet-gewelddadig zaterdagochtendprogramma te maken. Dit omdat er veel protesten waren tegen de “gewelddadige” series die tot dusver werden uitgezonden. Oorspronkelijk had de serie namen als Mysteries Five en Who's S-S-Scared?. Scooby-Doo, Where Are You! onderging een groot aantal veranderingen tussen het eerste en laatste concept voor de serie.
Scooby-Doo-bedenkers Joe Ruby en Ken Spears werkten als toezichthouders voor de productie van de serie. Ruby, Spears en Bill Lutz schreven alle scripts voor de zeventien afleveringen van seizoen 1, terwijl Lutz, Larz Bourne, en Tom Dagenais de acht afleveringen van seizoen twee schreven.

## Aflevering
Een aflevering van de serie volgde meestal de volgende formule:
1. De Mystery Inc groep arriveert met de Mystery Machine op een locatie nadat ze op de terugweg zijn van een feest of concert.
2. De plaats waar ze stoppen blijkt te worden geterroriseerd door een bovennatuurlijk wezen.
3. De groep besluit het mysterie op te lossen. Fred en Velma vinden doorgaans de aanwijzingen, Daphne wordt het slachtoffer, en Shaggy en Scooby liggen geregeld overhoop met het monster.
4. Genoeg aanwijzingen zijn verzameld en de groep is ervan overtuigd dat het monster gewoon een verkleed persoon is. Een val wordt bedacht en opgezet.
5. De val werkt per aflevering wel of niet, maar uiteindelijk wordt het monster toch gevangen en ontmaskerd. De schurk blijkt vaak de persoon te zijn die men het minst verdenkt.
6. Na de ontmaskering volgt een verklaring waarbij de gevangen schurk vaak zijn kant van het verhaal vertelt.

## Productie
Net als veel Hanna-Barbera shows maakte Scooby-Doo vooral gebruik van verbale verhaalvertelling en minder van visuele. Derhalve was het werk van de stemacteurs belangrijk. De stemacteurs waren:
- Don Messick - Scooby-Doo
- Casey Kasem - Shaggy Rogers
- Frank Welker - Fred
- Nicole Jaffe - Velma
- Indira Stefanianna Christopherson - Daphne (seizoen 1)
- Heather North – Daphne (seizoen 2)

Studiomuziekregisseur Ted Nichols schreef een instrumentale intro voor de serie, die werd gebruikt bij de opening en de titelkaart voor de eerste aflevering "What a Night for a Knight". Het eindthema van de eerste serie was het nu meer bekende "Scooby-Doo, Where Are You!" nummer geschreven door David Mook en Ben Raleigh, en opgenomen door Mook drie dagen voor de première. Dit nummer werd gebruikt voor zowel de opening als afsluiting van de aflevering "A Clue for Scooby-Doo". Daarna werd Mook en Raliegh's nummer de permanente intro voor de serie.
De eerste twee afleveringen gebruikten unieke titelkaarten waarop de naam van de aflevering werd getoond. Andere afleveringen gebruikten een standaardkaart waarop men de Mystery Inc. groep zag rennen.

## Ontvangst
Scooby-Doo, Where Are You! was een grote hit voor Hanna-Barbera en CBS, die al snel soortgelijke series begonnen te produceren. De serie zelf kreeg veel spin-offs.
In 2005 werd Scooby-Doo, Where Are You! 49e op Channel 4's lijst van 100 beste animatieseries..

## Afleveringen

### Seizoen 1
1. What a Night for a Knight
2. Hassle in the Castle
3. A Clue For Scooby Doo
4. Mine Your Own Business
5. Decoy for a Dognapper
6. What the Hex Going On?
7. Never Ape an Ape Man
8. Foul Play in Funland
9. The Backstage Rage
10. Bedlam in the Big Top
11. A Gaggle of Galloping Ghosts
12. Scooby-Doo and a Mummy Too
13. Which Witch is Which
14. Spooky Space Kook
15. Go Away Ghost Ship
16. A Night of Fright Is No Delight
17. That's Snow Ghost

### Seizoen 2
1. Nowhere to Hyde
2. Mystery Mask Mix-Up
3. Jeepers! It's the Creeper
4. Scooby's Night with a Frozen Fright
5. Haunted House Hang-Up
6. A Tiki Scare is No Fair
7. Who's Afraid of the Big Bad Werewolf?
8. Don't Fool with a Phantom

### Seizoen 3
In 1978 werden 9 afleveringen van The Scooby-Doo Show uitgezonden onder de naam "Scooby-Doo, Where Are You!". Deze afleveringen worden gezien als derde seizoen van deze serie.

## DVD-uitgaven
Alle 25 afleveringen werden uitgegeven op dvd in maart 2004 door Warner Home Video als Scooby-Doo, Where Are You! The Complete First and Second Seasons.